# Pierre Florack

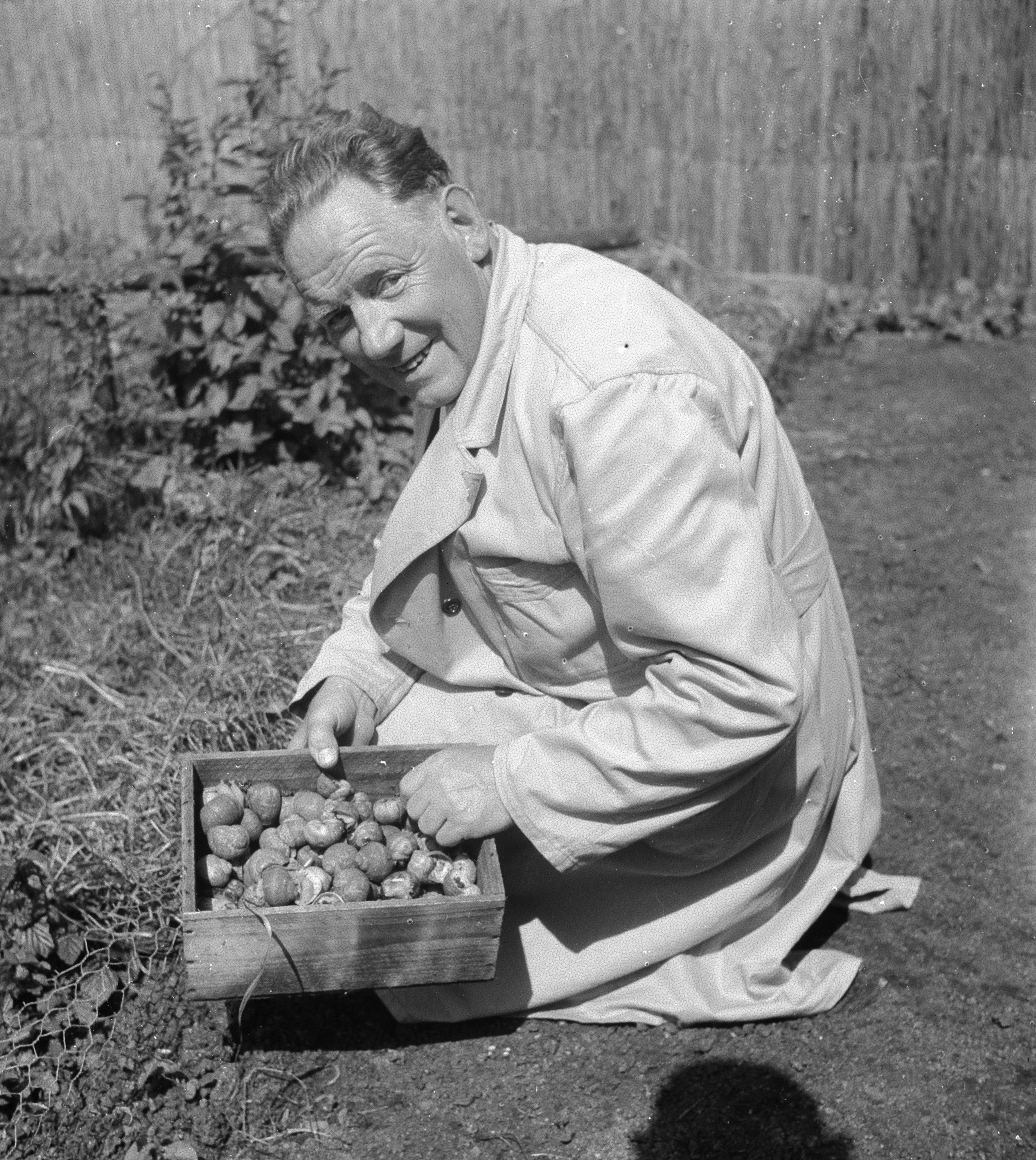
Pierre Florack in de zomer van 1950

Pierre Florack (1894 - Heerlen, 21 december 1983), was een kelner, kok en runde korte tijd zijn eigen café-restaurant Cosmopolite in Maastricht. Hij raakte in zijn dertiger jaren geïntroduceerd in de helicicultuur en werd bekend vanwege zijn Eerste Nederlandse Slakken-Carcollen kwekerij.

## Levensloop

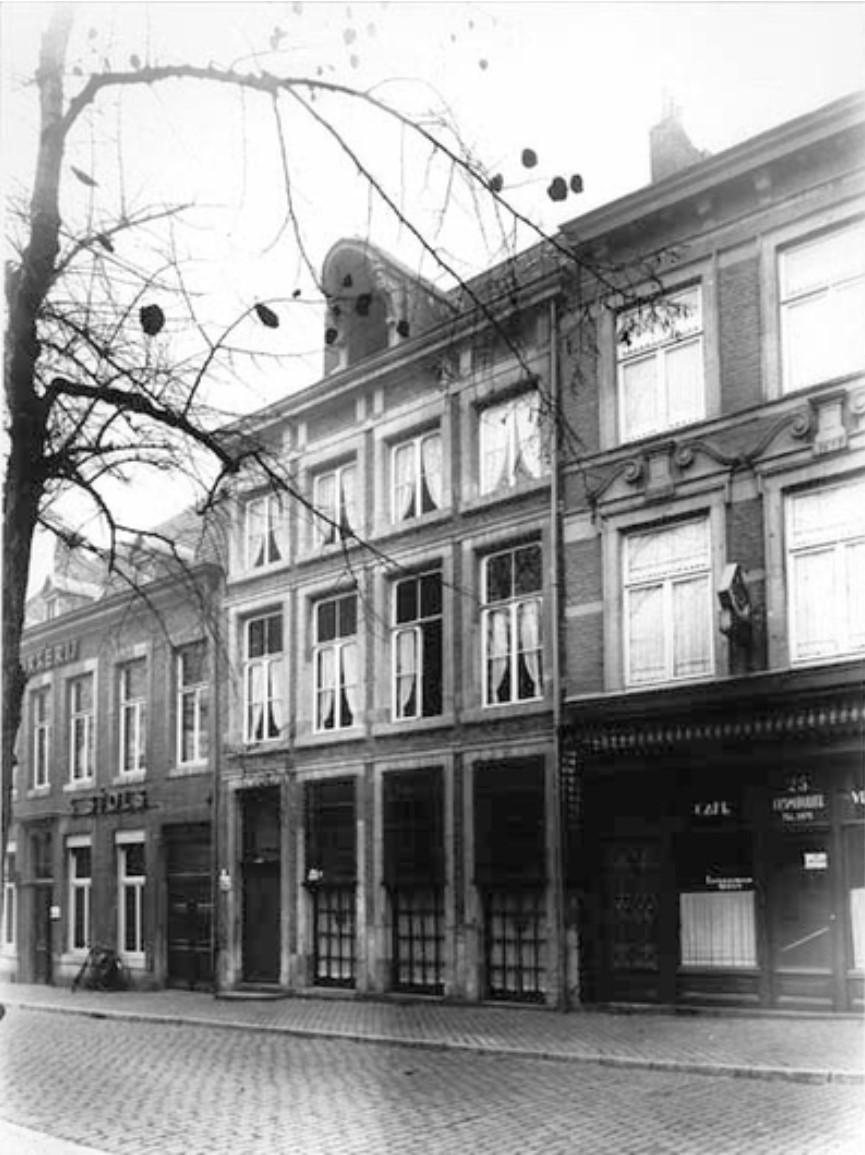
Cosmopolite in 1931 (rechts), enkele jaren nadat Florack de plek had overgedragen aan een nieuwe eigenaar.

Florack was een jonge dertiger toen hij in de tweede helft van de jaren 1920 zijn eigen café-restaurant Cosmopolite bestierde aan het Onze Lieve Vrouweplein nr. 25 in Maastricht. In 1925 kreeg hij met wijngaardslakken te maken toen hij met een Belgische vriend op slakkenjacht ging in de Zuid-Limburgse bossen. Hij was verkocht toen hij de door zijn vriend bereidde escargot proefde. Ook in zijn restaurant, waar de slakken de eerste keer kosteloos geserveerd werden, werden deze slakken gretig afgenomen.
Florack begon toen met de wijngaardslakken te experimenteren. Hij realiseerde echter dat het houden van slakken in bakken niet optimaal was en verplaatste zijn slakken naar een open terrein van 30 bij 16 meter, waar de slakken in de openlucht leven.
Florack woonde aan de Sarphatipark te Amsterdam en stond geregistreerd als kelner, toen zijn huwelijk met Frederika Anna Muller in de zomer van 1930 ontbonden werd. In 1939 hertrouwde Pollack, nu met Anneke Meerten, in de parochiekerk van Wolder, Maastricht.

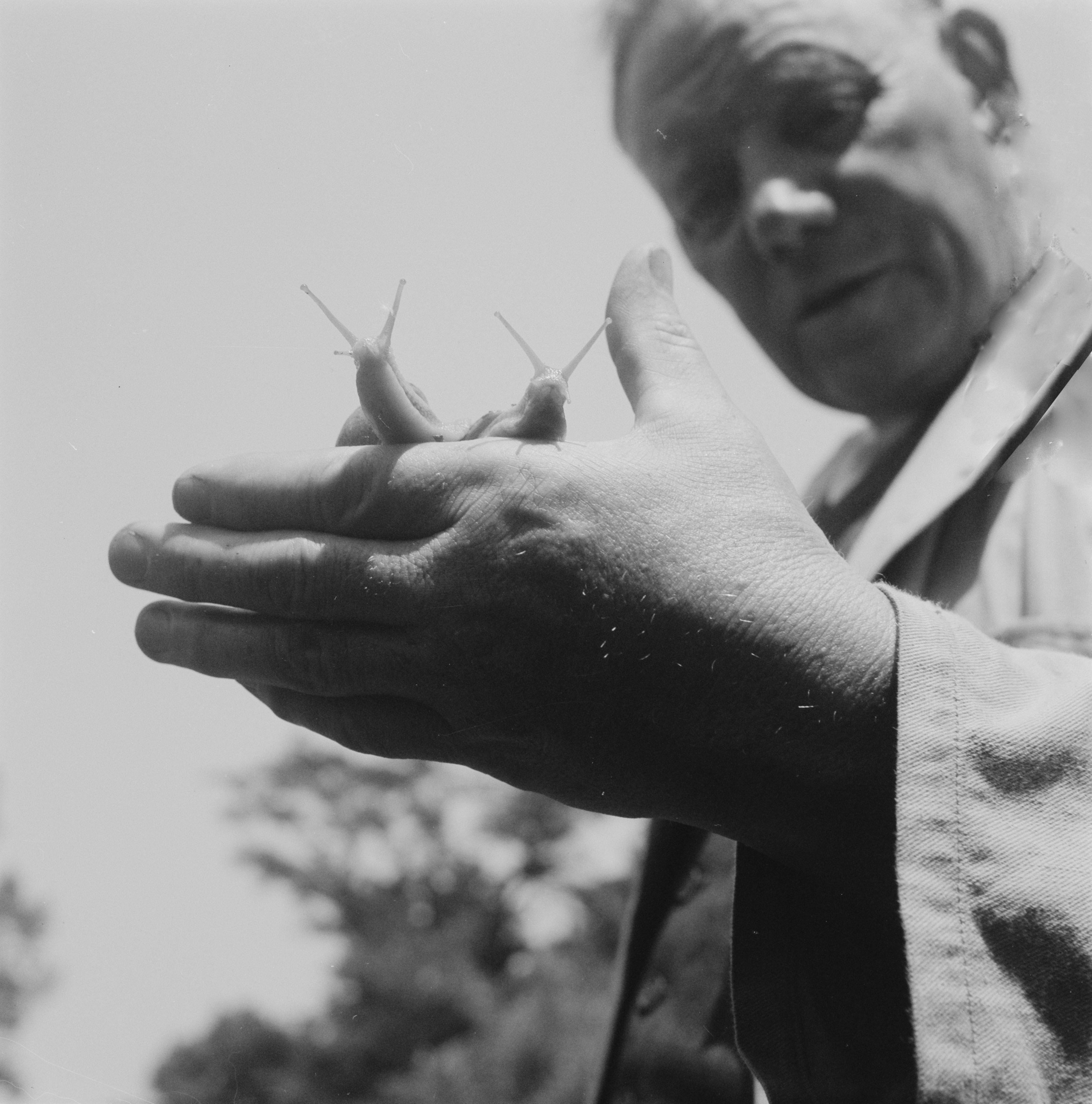
Florack met twee wijngaardslakken op zijn kwekerij (1950)

Inmiddels een late vijftiger, ging Florack in 1950 over tot de start van wat de eerste officiële slakkenkwekerij van Nederland zou worden. Hij was boordevol ambities. Hoewel hij met 15.000 slakken per jaar begon, had hij zich tot doel gesteld in vier jaar tijd jaarlijks anderhalf miljoen slakken te produceren. Hij speelde ook met het idee een kikkerkwekerij met brulkikvorsen te beginnen in de Peel. Dit plan is voor zover bekend nooit van de grond gekomen.
Florack werd een "bezienswaardigheid" met zijn slakkenkwekerij. Hierover deden sensationele en tegenstrijdige berichten de ronde. Officiële publicaties volgen die feiten en fictie rond het reilen en zeilen van de kwekerij in kaart brachten. De kwekerij was onderwerp van onderzoek en exemplaren van slakken uit de kwekerij werden opgenomen in de collecties van Zoölogisch Museum te Amsterdam en het Museum in Enschede.
Florack ging in 1962 voor het eerst naar een beurs. Dat was toen de achtste internationale expositie voor Horecabedrijven, ookwel de BBB Maastricht horecabeurs genoemd, waar hij met zijn nagebouwde minikwekerij in de stand wederom een attractie was.
Zijn schijnbaar onfeilbare weersvoorspellingen met zijn slakken bezorgden hem door de jaren heen eveneens een aardige extra inkomen.
In de vroege jaren 60 leverde hij vooral aan universiteiten en hogescholen in Nederland (Utrecht, Groningen, Delft, Wageningen), België (Brussel, Antwerpen, Luik, en anderen) en de Verenigde Staten (waaronder Washington) die er onderzoek op deden en medicijnen van maakten. Hij had geen hoge pet van de "biliogen" (biologen) en "perfesters" (professoren), maar hij was praktisch ingesteld en het was goed zaken met hen te doen. Enkele honderden van de overgebleven slakken gingen naar zijn vaste klantenkring van een viertal restaurants.
In 1967 legde Florack het beheer van zijn kwekerij in handen van de Nederlandse Vereniging voor Natuurgeneeswijze. Het volgende jaar maakte Florack een einde aan deze overeenkomst en de kwekerij ging in 1968 ter ziele.
Pierre Florack overleed op 21 december 1983 op 89-jarige leeftijd in de St.-Joseph Rustoord te Heerlen.